# Marquês de Pombal
Marquês de Pombal – stacja węzłowa metra w Lizbonie, na linii Azul i Amarela. Jest to jedna z jedenastu stacji należących do sieci pierwotnej metra w Lizbonie, zainaugurowanej w dniu 29 grudnia 1959 roku.
Stacja ta znajduje się na Praça do Marquês de Pombal. Stacja zapewnia dostęp do górnej części Avenida da Liberdade, Parku Edwarda VII i Cinemateca Portuguesa. Podobnie jak najnowsze stacje metra w Lizbonie, jest przystosowana do obsługi pasażerów niepełnosprawnych.